# Indischer Sommer
Indischer Sommer ist eine britische Dramaserie, die am 15. Februar 2015 auf Channel 4 ausgestrahlt wurde. Die Serie erzählt die Ereignisse der Sommer, die eine Gruppe britischer Regierungs- und Handelsvertreter zur Zeit der britischen Kolonialherrschaft über Indien in Shimla (der Sommerhauptstadt Britisch-Indiens) am Fuße des Himalayas verbrachte. Die erste Staffel spielt im Jahr 1932. Sie wurde später in mehreren Ländern ausgestrahlt.
Die zweite und letzte Staffel spielt im Jahr 1935 und wurde am 13. März 2016 ausgestrahlt. Obwohl die Produzenten ursprünglich fünf Staffeln geplant hatten, wurde am 25. April 2016 bekannt gegeben, dass die Sendung aufgrund schlechter Einschaltquoten und starker Konkurrenz um den Sendeplatz nicht für eine dritte Staffel verlängert wird.

## Besetzung
- Henry Lloyd-Hughes als Ralph Whelan
- Nikesh Patel als Aafrin Dalal
- Julie Walters als Cynthia Coffin
- Patrick Malahide als Lord Willingdon
- Jemima West als Alice Whelan
- Roshan Seth als Darius Dalal
- Lillete Dubey als Roshana Dalal
- Aysha Kala als Sooni Dalal
- Alexander Cobb als Ian McLeod
- Fiona Glascott als Sarah Raworth
- Craig Parkinson als Dougie Raworth
- Olivia Grant als Madeleine Mathers
- Amber Rose Revah als Leena Prasad
- Rick Warden als Ronnie Keane
- Tanmay Dhanania als Naseem Ali Khan
- Ashna Rabheru als Shamshad Dalal
- Indi Nadarajah als Kaiser
- Ash Nair als Bhupinder

### Staffel 1
- Ellora Torchia als Sita
- Edward Hogg als Eugene Mathers
- Alyy Khan als Ramu Sood
- Daniel Skitch als Ladenbesitzer
- Anthony Theil als The Coroner

### Staffel 2
- Art Malik als Maharadja von Amritpur
- Rachel Griffiths als Sirene/Phyllis
- Sugandha Garg als Kaira Das
- Arjun Mathur als Naresh Banerjee
- Blake Ritson als Charlie Havistock

## Produktion
Die Serie wurde in Penang, Malaysia, als Ersatz für Simla gedreht. Simla wurde aufgrund der großen Anzahl moderner Gebäude und der Monsunzeit, die die Dreharbeiten beeinträchtigt hätten, nicht ausgewählt.  Zu den Drehorten gehörten Penang Hill und historische Gebäude in und um George Town, die eine ähnliche britische Kolonialarchitektur aufweisen.

## Überblick
Im Jahr 1932 verließen in Indien Briten das während des Monsuns schwüle Neu-Delhi und zogen in den Ferienort Shimla unterhalb des Himalaya. Alice Whelan, eine mysteriöse Engländerin, schließt sich ihrem Bruder Ralph an, der eine hohe Position in der Kolonialverwaltung innehat. Cynthia Coffin, Inhaberin des British Club, behält alle Angelegenheiten der britischen Gesellschaft im Auge. Dougie Raworth kümmert sich um die Shimla-Missionsschule, während seine Frau Sarah gelangweilt ist. Eine exotische Saga, die Politik und Gefühle im Indien der 1930er-Jahre vermischt, als das Ende des britischen Empire naht.

### Staffel 1 (2015)
Folge 1: 1932. Während jedes Monsuns flieht Ralph Whelan, ein junger und ehrgeiziger Privatsekretär des Vizekönigs, mit der gesamten britischen Regierung aus Neu-Delhi, um nach Shimla am Fuße des Himalaya zu gelangen. In diesem Jahr kam seine jüngere Schwester Alice mit ihrem Baby, aber ohne ihren Ehemann, mit dem Zug zu ihm, als ein junger „Mischling“, der bewusstlos auf der Strecke gefunden wurde, den Konvoi blockiert. Zusammen mit seiner Assistentin Leena eilt der örtliche Schulmissionar Dougie Raworth herbei, um dem Kind zu helfen, sehr zum Entsetzen von Sarah, seiner angespannten Frau. Am Abend spielt Cynthia Coffin, die Besitzerin des British Club, in Shimla die Gastgeberin, um den Saisonstart zu feiern. Doch ein Mann betritt den Garten und eröffnet das Feuer.
Folge 2: Obwohl Ralph Whelan dem Tod entging, wurde der junge Beamte Aafrin Dalal schwer verletzt und der Angriff löste eine Welle der Panik aus. Eine Ausgangssperre wird verhängt und die Repression gegen Anhänger des von Gandhi befürworteten zivilen Ungehorsams verschärft sich. Frisch aus Schottland angekommen, schließt sich der junge Ian der britischen Gemeinschaft und seinem Onkel, dem verschuldeten Besitzer einer Teeplantage, an. Cynthia versucht Ralph Whelan davon zu überzeugen, Madeleine Mathers zu heiraten, eine wohlhabende amerikanische Erbin, deren Vater nach der Weltwirtschaftskrise dem Ruin entgangen ist. Sarah, die Frau des Missionars, beschließt, Alices privates und geheimes Leben zu untersuchen.
Folge 3: In Shimla ermöglicht das traditionelle Sipi-Fest den Indern einmal im Jahr den Eintritt in den British Club. Ralph und Cynthia verfolgen aufmerksam die laufende Untersuchung des Angriffs. Um ihn vor dem Tod zu retten und um seine Loyalität zu sichern, gewährt Ralph Aafrin, einem indischen Angestellten der Kolonialverwaltung, eine Beförderung. Sooni hingegen, dessen jüngere Schwester, wird wegen ihrer militanten Aktivitäten für die Unabhängigkeit verhaftet. Sarah beschließt, die Situation mit Leena zu klären.
Folge 4: Als sein Onkel gerade gestorben ist, wird Ian von Ranu, dem neuen indischen Plantagenherrn, die Position des Managers angeboten. Cynthia nimmt dieses Angebot negativ auf. Eugene ist überzeugt, dass Ralph seine Schwester Madeleine niemals heiraten wird, und drängt sie, mit ihm nach Chicago zurückzukehren. Sarah gesteht ihr ihre Absicht, ihren kleinen Sohn nach England zurückzuschicken, und da sie enttäuscht darüber ist, dass sie bei Alice keine Unterstützung findet, droht sie, ihr Geheimnis preiszugeben. Der Vizekönig wird in Shimla bekannt gegeben.
Folge 5: Der Vizekönig bereitet sich darauf vor, die Verlobung von Madeleine und Ralph mit einer großen Zeremonie zu feiern. Doch Cynthia erfährt, dass die reiche Erbin ruiniert ist. Während eines politischen Treffens unterstützt Ralph Dr. Kamble, den Vertreter der Unberührbaren, in der Hoffnung, ihn zu einem Verbündeten gegen die Kongresspartei zu machen. Doch als er sie zu einer Party einlädt, sind der Vizekönig und die brahmanischen Gastgeber schockiert über ihre Anwesenheit.
Folge 6: Trotz Cynthias Rat geht Ralph Jaya, Adams Mutter, entgegen. Es wird deutlich, dass der junge Mann tatsächlich der Vater des gemischtrassigen Kindes ist und der Täter versucht hat, ihn aus Rache für seine Tochter zu erschießen, und nicht aus politischen Motiven. Ralph verspricht Jaya, ihr zu helfen und sich um den kleinen Jungen zu kümmern. Alice und Aafrin beginnen eine romantische Beziehung. Doch bald lässt sich Alice von Captain Billy Farquhar verzaubern, bevor sie erfährt, dass er ein Freund ihres Mannes ist.
Folge 7: Als die Leiche von Jaya, Adams Mutter, leblos aufgefunden wird, gibt Ralph vor, sie nicht zu kennen. Ian seinerseits erwähnt bei der Befragung durch die Polizei Ramus Vorwürfe gegen die junge Frau, wonach sie ihn bestohlen habe. Ramu wird verhaftet. Von Schuldgefühlen geplagt, überzeugt Ralph den Vizekönig, Adams Waisenhaus zu finanzieren, und Leena vermutet, dass er der Vater des Kindes ist. Ralph gesteht Cynthia auch, dass er Jaya einst geliebt hat.
Folge 8: Ramus Prozess, der von Vinod Mukesh mit der Unterstützung von Sooni verteidigt wird, beginnt. Auf die Gefahr hin, den Zorn der britischen Gemeinschaft auf sich zu ziehen, sagt Ian, überzeugt von seiner Unschuld, vergeblich zu seinen Gunsten aus. Leena vermutet unterdessen, dass der Vater des Kindes, ein unbekannter Engländer, den Mord begangen haben könnte.
Folge 9: Während Aafrin seine Liebesgeschichte mit Alice fortsetzt, gerät er unter Druck der Nationalisten, die ihn drängen, sich ihnen anzuschließen. Eugene Mathers erliegt einem Malariaanfall. Cynthia sieht darin eine Gelegenheit, die Hochzeit von Ralph und Madeleine zu verhindern, indem sie ihr vorschlägt, die Asche ihres Bruders nach Amerika zu begleiten. Zur gleichen Zeit, als der örtliche Nawab den Club besuchte, versuchten die Briten, ihn für ihre Sache gegen Gandhi zu gewinnen. Doch während eines ihm zu Ehren gegebenen Abendessens protestiert er: Der Club sei für Inder tatsächlich verboten.
Folge 10: Zu Cynthias Bestürzung findet eine Abstimmung statt, um Indern den Zutritt zum Club zu ermöglichen. Sarah Raworth und ihr Sohn kehren nach England zurück. Der Pfarrer, der verstanden hat, dass Adam Ralphs Sohn ist, wirft seinem Landsmann vor, dass er sich nicht darum gekümmert habe.

### Staffel 2 (2016)
Folge 1: Indian Man, British Suit: 1935, drei Jahre sind vergangen. In Shimla nehmen die politischen Spannungen zu. Die Verwaltung des indischen Reiches versucht, den Wind der Unabhängigkeit zu unterdrücken. Das Attentat auf den Vizekönig und die überraschende Ankunft von Lord Hawthorne gefährden ernsthaft die Zukunft von Ralph Whelan.
Folge 2: Black Kite: Aafrin behandelt Naresh, der fälschlicherweise für einen Pamphletisten gehalten und verletzt wurde. Anschließend beschuldigt er Aafrin, ein Spion im Dienste der Briten zu sein. Lord Hawthorne, ein Mann ohne Erfahrung in der Verwaltung eines Territoriums, kommt aus England, um das Amt des Vizekönigs zu übernehmen.
Folge 3: White Gods: Ralph verlässt sich darauf, dass der Maharadscha von Amritpur die anderen Könige vereint und sie dazu drängt, das britische Gesetz zu unterstützen. Aafrin seinerseits ist schockiert über Nareshs Gewalt und schickt einen anonymen Brief an Ralph. Er macht ihn auf das Vorhandensein einer in einer Höhle vergrabenen Bombe und auf einen für diesen Sommer geplanten Terroranschlag im Herzen von Shimla aufmerksam.
Folge 4: The Empty Chair: Madeleine organisiert eine aufwendige Modenschau in der Hoffnung, Sirene zu beeindrucken. Lord Hawthorne, der sich auf die Rückkehr nach England vorbereitet, versichert Ralph, dass er ihn für den Posten des Vizekönigs empfehlen wird. Sooni zwingt ihren Bruder, seine Beteiligung an Kairas Tod zuzugeben.
Folge 5: Hide and Seek: Ein Erdbeben erschüttert Shimla und die Beziehung zwischen Aafrin und Alice wird knapp nicht aufgedeckt. Ralph versucht, die Auswirkungen des jüngsten Angriffs auf Lord Hawthorne zu kontrollieren. Adam seinerseits beschließt, sein Schicksal selbst in die Hand zu nehmen. Ralph seinerseits beginnt, Fragen zu seiner Vergangenheit zu stellen.
Folge 6: A Gift for the King: Am Tag des Picknicks, das zu Ehren des Königsjubiläums organisiert wird, spitzen sich die Ereignisse zu. Naresh nutzt ein unschuldiges Waisenkind, um die in einem Geschenkpaket versteckte Bombe zu transportieren. Da Aafrin keine andere Wahl hat, um den Angriff zu verhindern, beschließt er, Ralph zu warnen.
Folge 7: The Proposal: Nach einem finsteren Tigerjagdausflug verbringen der Maharaja und Sirène die Nacht in Chotipool. Sie gefährden die Ehe von Ralph und Madeleine. Sooni ihrerseits muss sich zwischen drei Bewerbern entscheiden. Schließlich kehren die trauernden Raworths nach Shimla zurück.
Folge 8: Ein Dreirad für Percy (Die Geburtstagsparty): Alice und Aafrin beschließen, nach Australien zu fliehen. Sooni wird von zwei Verehrern umworben und muss eine schwierige Entscheidung treffen, die ihr die Beziehungen zu ihrer Familie kosten könnte. Ralphs Wunsch, Vizekönig zu werden, scheint zunehmend gefährdet.
Folge 9: Winner Takes All: Als der Name des neuen Vizekönigs bekannt gegeben wird, stellt Ralph enttäuscht fest, dass diejenigen, die ihm nahe stehen, eine Verschwörung gegen ihn geplant haben.
Folge 10: Leaving Home: Aafrin kann Alice und Charlie nicht davon abhalten, nach England zu gehen. Das Whelan-Haus wird versteigert. Cynthia und die Soods kämpfen um den Zuschlag. Im Land kommt es zu interreligiöser Gewalt ...

## Rezeption
Die erste Staffel von Indian Summers erhielt überwiegend positive Kritiken und erreichte bei Rotten Tomatoes eine Bewertung von 88 %. Zu dieser Zeit war die erste Folge das am höchsten bewertete britische Originaldrama von Channel 4 seit über 20 Jahren. Nach der Ausstrahlung der ersten Folge beschrieb The Times die Serie als „A work of subtlety, intelligence and some beauty“. The Independent schrieb: „Indian Summers is a fully immersive experience that plunges its audience headlong into 1930s Simla in British-ruled India.“ The Daily Express sagte: „The opening did not disappoint.“ In den Vereinigten Staaten nannte der San Francisco Chronicle die Serie „exemplary“ und stellte fest, dass Rutman ein „exquisite sense of character“ habe.

## Internationale Ausstrahlung
Indian Summers hatte am 27. September 2015 seine US-Premiere auf PBS. In Australien lief die Sendung am 16. Mai 2015 auf BBC First, in Neuseeland am 7. Juni 2015 auf TVNZ TV One. In Estland lief die Sendung am 12. Juli 2015 auf Kanal 2 und am 20. Juni 2015 auf SVT1 in Schweden. Am 31. Mai 2015 lief die Sendung auf NRK1 in Norwegen. In Finnland lief die Sendung am 22. November 2017 auf Yle TV1. In Deutschland und Frankreich lief die Fernsehpremiere am 29. September 2016 auf dem deutsch-französischen Sender arte.